# Entrez
Entrez je sustav za višedjelnu pretragu informacija. Nacionalna knjižnica medicine SAD (NLM) i Nacionalni instituti zdravstva SAD održavaju bazu podataka kao dio sustava traženja informacija Entrez. Dio ovog sustava je MEDLINE.

## Povijest
- 1991. uveden je u obliku CD-a. 1993. klijentsko-poslužiteljska inačica softvera omogućila je spojivost s internetom.
- 1994. godine NCBI otvorio je mrežne stranice. Entrez je bio dio ovog inicijalnog izdanja.
- 2001. izdana je Entrezova polica s knjigama.
- 2003. godine razvijena je Entrezova genska baza podataka.[1]

## Baze podataka
Baze podataka koje Entrez pretražuje:
- PubMed
- PubMed Central
- Site Search
- Books
- Online Mendelian Inheritance in Man (OMIM)
- Online Mendelian Inheritance in Animals (OMIA)
- Nucleotide (GenBank)
- Protein
- Genome
- Structure
- Taxonomy
- SNP
- Gene[2]
- HomoloGene
- PubChem Compound
- PubChem Substance
- Genome Project
- UniGene
- CDD
- UniSTS
- PopSet
- GEO Profiles
- GEO DataSets
- Sequence read archive
- Cancer Chromosomes
- PubChem BioAssay
- GENSAT[3]
- Probe
- NLM Catalog